# 106
| [ Edytuj tabelę ] |                                                            |
| Cesarz Chin       | - 88 Han Hedi 106 - 106 Han Shangdi 106 - 106 Han Andi 125 |
| Król Daków        | - 87 Decebal 106                                           |
| Władca Korei      | - 53 T’aejodae 146                                         |
| Król Nabatei      | - 70 Rabel II Soter 106                                    |
| Papież            | - 101 Ewaryst 109                                          |
| Król Partów       | - 105 Wologazes III 147                                    |
| Cesarz Rzymu      | - 98 Trajan 117                                            |

Rok 106 / CVI
stulecia: I wiek ~
II wiek ~
III wiek

lata: 96 «
101 «
102 «
103 «
104 «
105 «
106
» 107
» 108
» 109
» 110
» 111
» 116

## Wydarzenia
- 22 marca – Rzymianie podbili Nabatejczyków i przyłączyli do cesarstwa jako prowincję Arabia Petraea.
- Zdobycie Sarmizegetusy przez Rzymian, samobójstwo króla Decebala. Wojny dackie zakończyły się zwycięstwem Rzymu, a Dacja została prowincją Cesarstwa.

## Zmarli
- przed 22 marca – Rabel II Soter, ostatni król Nabatejczyków.
- Decebal, król Daków, popełnił samobójstwo.
- Han Hedi, cesarz Chin (ur. 79).
- Han Shangdi, małoletni cesarz Chin (ur. 105).